# Puerto de Arlabán
El puerto de Arlabán es un paso de montaña que conecta las provincias españolas de Álava y Guipúzcoa.

## Descripción
El puerto separa las provincias españolas de Álava y Guipúzcoa, ambas de la comunidad autónoma del País Vasco. Aparece descrito en el segundo volumen del Diccionario geográfico-estadístico-histórico de España y sus posesiones de Ultramar de Pascual Madoz con las siguientes palabras:

ARLABAN: en el puerto de este nombre, sit. en los lindes de Álava y Guipúzcoa por donde corre la calzada que conduce á Irun, en la mañana del 25 de mayo de 1811 los guerrilleros, al mando de D. Francisco Espoz y Mina, prepararon una emboscada y ataque al mariscal Massena, que caminaba á Francia, con un crecido convoy de la rapiña en España, y 1,042 prisioneros ingleses y españoles; resultando despues de 6 horas de combate, apoderarse de todo, rescatar los prisioneros, y hacer otros de ellos, incluso el coronel Laffit, perdiendo los franceses mas de 800 hombres; cuyo hecho los irritó demasiadamente, y redoblaron su encono, y persecucion con Mina; pero esperimentando ellos mayores males de esta conducta, trataron de ganarlo al partido del Emperador con grandes promesas, si abandonaba la causa de su pátria: no lo consiguieron, y viendo que ni por armas ni por intrigas se deshacian de tan pertinaz contrario, pregonaron su cabeza en 6,000 duros. En el referido puerto, y año 1813, el mismo Mina repitió otro hecho igual, y mayor en armas: los franceses eran en número de 2,000, custodiando otro convoy de gran valia, al cuidado de Mr. Deslandes, secretario de José Bonaparte, y que llevaba una correspondencia interesante: apenas los avistaron los guerrilleros españoles, sin mas detencion que la primera descarga les cargaron á la bayoneta. Murieron 700 franceses, cogieron 150 prisioneros, un rico botin, y dos banderas, y rescataron los prisioneros españoles. Deslandes quedó entre los muertos, de un golpe de sable que le dió el subteniente D. Leon Mayo; la esposa del difunto y otras señoras mas, fueron respetadas: Mina envió á Vitoria 5 niños, cuyos padres se ignoraban, y en su parte al gobierno dedcia asi: «Esos angelitos victimas inocentes en los primeros pasos de su vida, han merecido de mi division todos los sentimientos de compasion y de cariño, que dictan la religion, la humanidad, edad tan tierna, suerte tan desventurada.... Los nioñs por su candor tienen sobre mi alma el mayor ascendiente, y son la única fuerza, que reprime, y amolda el corazon guerrero de Cruchaga.» Estas espresiones del segundo de Mina desmienten la idea de fiereza y toscura, que algunos suponen á los guerrilleros españoles. El 16 de enero de 1836 se apoderó el ejército de la Reina, de las cord. de Arlaban, que ocupaban las tropas de D. Cárlos, despues de un combate, que el ardor belicoso hizo durar poco: cubriéndose de gloria singularmente en esta jornada los batallones de la Princesa, y una de la legion de Argel. El coronel Narvaez hizo prodigios de valor, y fué herido de bala en la cabeza, cuya bala le sacaron, y no fué de peligro: Espartero ocupó á Villareal despues de batir 1,000 carlistas. El 23 de mayo del mismo año fué la cord. de Arlaban tomada por el general Córdova que, con un ligero combate, acabó de señorearse de las 3 altas y paralelas cord. que por mas de 4 meses habia estado fortificando 1,500 hombres del ejército carlista, y crecido número de paisanos.
(Madoz, 1845, p. 566)

El puerto ha sido escenario a lo largo de los años de diferentes batallas y combates, entre los que se cuentan dos enmarcados en la guerra de la Independencia Española y conocidos como primera (en 1811) y segunda sorpresa de Arlabán (en 1812) y la batalla de Arlabán de la primera guerra carlista de 1836.